# 上赫拉贝克
上赫拉贝克（荷蘭語：Opglabbeek，荷蘭語發音：[ˈɔpˌɣlɑbeːk]），或纯音译作奥普赫拉贝克，是比利时弗拉芒大區林堡省的一个城镇和片区。上赫拉贝克原为一独立市镇，属于哈瑟爾特區，2019年1月1日，上赫拉贝克与马塞克区市镇梅文-赫赖特罗德合并为新市镇奥兹贝亨，新市镇属于马塞克区。